# Финько, Виктор Данилович
Виктор Данилович Финько (укр. Віктор Данилович Фінько; 17 января 1926, Купянск, Купянский район, Украинская ССР — 2 мая 2009) — советский и украинский учёный-правовед, кандидат юридических наук (1966), профессор (1995). 
Заведующий кафедрой уголовного процесса Харьковского юридического института (1967—1979), затем заведующий кафедрой поддержания государственного обвинения в суде Института повышения квалификации Генеральной прокуратуры Украины и профессор кафедры уголовного процесса Национальной юридической академии имени Ярослава Мудрого. Участник Великой Отечественной войны.

## Биография
Виктор Финько родился 17 января 1926 года в Купянске (ныне — Харьковская область Украины). С 1944 по 1950 год служил в рядах Красной (с 1946 года — Советской) армии, принимал участие в боях Великой Отечественной войны.
Юридическое образование начал получать в Харьковской юридической школе, которую окончил в 1952 году. Затем поступил на заочный факультет Харьковского юридического института (ХЮИ) и параллельно начал работать в органах прокуратуры, занимал должности следователя и прокурора в Великобурлукской и Дергачёвской районных прокуратурах. В 1957 году окончил ХЮИ и до 1963 года продолжал трудиться в районных прокуратурах Харьковской области.
В 1963 году начал свою работу в ХЮИ, где последовательно занимал должности ассистента и доцента на кафедре уголовного процесса, заместителя декана заочного факультета. В 1967 году Виктор Данилович Финько занял должность заведующего кафедрой уголовного процесса ХЮИ, заменив на этой должности Д. А. Постового. В том же году стал секретарем партийного комитета ХЮИ. Финько оставался секретарем парткома ХЮИ до 1974 года, а заведующим кафедрой уголовного процесса — до 1979 года, уступив последнюю должность Ю. М. Грошевому.
В 1977 году вошёл в состав координационного совета при Министерстве высшего и среднего специального образования СССР. В 1979 (по другим данным — в 1985) году Виктор Финько перешёл на работу в Институт повышения квалификации Генеральной прокуратуры Украины, где сначала работал доцентом на кафедре уголовного процесса, а с 1985 по 1999 год последовательно был доцентом, профессором и заведующим кафедрой поддержки государственного обвинения в суде этого же Института.
По разным данным в 1995 либо в 1999 году вернулся в Национальную юридическую академию имени Ярослава Мудрого (до 1991 года — ХЮИ), где занял должность профессора кафедры уголовного процесса.
Виктор Данилович Финько скончался 2 мая 2009 года.

## Научная деятельность
Занимался исследованием ряда проблем уголовного процесса, среди которых: роль прокурора в уголовном процессе, поддержание прокурором государственного обвинения, а также вопросы связанные с кассационными и исключительными производствами, исполнением судебных приговоров.
В 1966 году Виктор Данилович Финько под руководством Абрама Львовича Ривлина защитил диссертацию на соискание учёной степени кандидата юридических наук по теме «Прокурор в судебном рассмотрении уголовных дел». В 1968 году ему было присвоено учёное звание доцента, а в 1995 году — профессора.
Занимался научно-практической работой, в 1996—1998 годах в составе рабочей группы Института повышения квалификации Генеральной прокуратуры Украины принимал участие в разработке проекта Закона Украины «О прокуратуре».
Виктор Данилович являлся автором и соавтором 80 научных трудов, основными среди которых были: «Уголовный процесс» (укр. «Кримінальний процес»; 1971, 1978, 1980, 1983 и 2000, соавтор учебника), «Научно-практический комментарий. Уголовно-процессуальный кодекс Украины» (укр. «Науково-практичний коментар. Кримінально-процесуальний кодекс України»; 1979; соавтор), «Прокурорский надзор за соблюдением законов в стадии исполнения приговора» (укр. «Прокурорський нагляд за дотриманням законів у стадії виконання вироку», 1989, учебное пособие), «Научно-практический комментарий. Закон Украины „О прокуратуре“» (укр. «Науково-практичний коментар. Закон України „Про прокуратуру“»; 1993, соавтор) и «Новое в уголовно-процессуальном законодательстве Украины» (укр. «Нове у кримінально-процесуальному законодавстві України»; 2002, соавтор).

## Награды
Виктор Данилович Финько был удостоен пятнадцати советских и украинских государственных наград, в том числе: медалей «За победу над Германией в Великой Отечественной войне 1941—1945 гг.»,  Жукова, и «Защитнику Отчизны», также был удостоен почётного звания «Почётный работник Прокуратуры Украины».

## Комментарии
1. ↑  В источниках сказано, что Финько был членом координационного совета при Министерстве высшего и среднего специального образования СССР до 1991 года[5][3]. Однако это Министерство перестало существовать в 1988 году.